# Kitahimbwa
Kitahimbwa (oder Yosia; * 1869; † 1902) war von 1898 bis 1902 König (Omukama) des Reiches Bunyoro im heutigen Uganda.
Sein Vater Yohana Kabalega Chawa II kämpfte nach der Deklaration des Protectorates Uganda durch die Briten gegen diese, wurde geschlagen und von ihnen ins Exil auf die Seychellen verbannt. 1898 folgte Kitahimbwa seinen Vater auf den Thron, besaß aber keine eigentliche Macht mehr, da Bunyoro faktisch von der britischen Kolonialverwaltung regiert wurde.

## Weblink
- Liste der Könige von Bunyoro

| Personendaten    | Personendaten                                    |
| ---------------- | ------------------------------------------------ |
| NAME             | Kitahimbwa                                       |
| ALTERNATIVNAMEN  | Yosia                                            |
| KURZBESCHREIBUNG | König (Omukama) von Bunyoro (im heutigen Uganda) |
| GEBURTSDATUM     | 1869                                             |
| STERBEDATUM      | 1902                                             |